# Schloss St. Veit

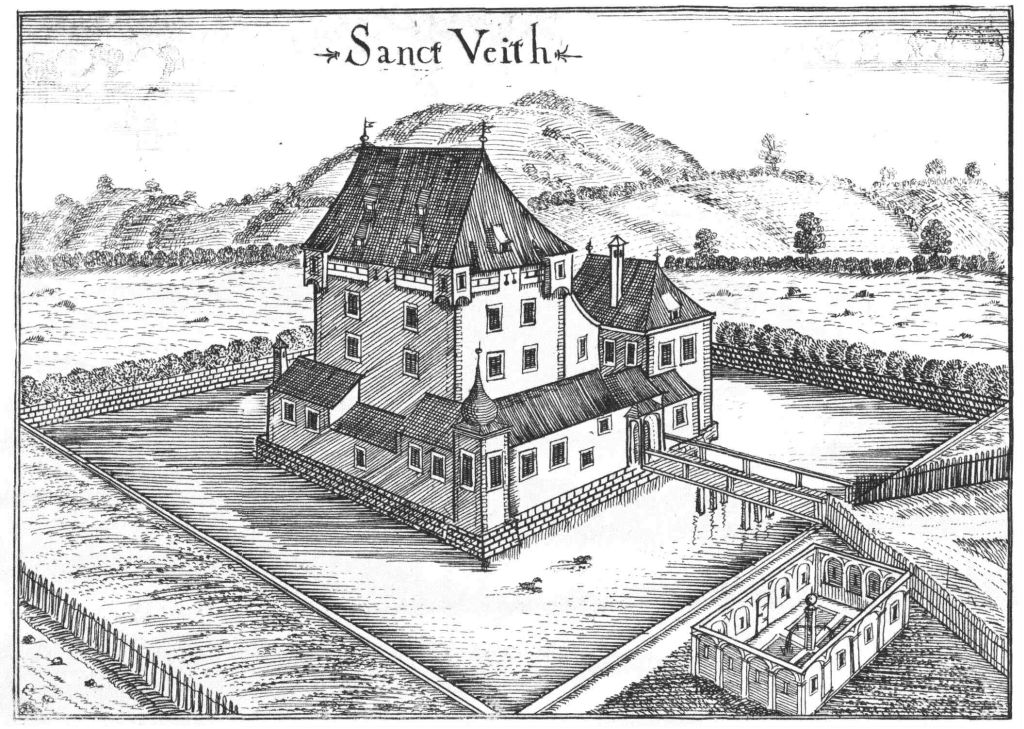
Schloss St. Veit einem Stich von Georg Matthäus Vischer von 1674

Das Schloss St. Veit lag in der Gemeinde St. Veit im Mühlkreis im Bezirk Rohrbach von Oberösterreich. Die letzten Reste des Schlossgebäudes wurden im Jahr 2003 abgetragen.

## Geschichte
Am 6. Juli 1209 wird mit Sieghart de St. Vito der Ort, vermutlich aus dem Geschlecht der Piber, erstmals urkundlich erwähnt. Als Erbauer der Wasserburg kann der 1264 genannte Wernhardus de sancto Vito oder dessen gleichnamiger Sohn (1316–1318) gelten. Damals war Sanct Vito im Schaunberger Besitz, denen 1246–1291 auch Alt-Waxenberg gehörte. Von 1350 bis 1380 wird als Pfleger und Landrichter Chunrad von Waxenberg angeführt. Dessen Schwester Chunigunde und deren Sohn Hanns der Posch erbten je zur Hälfte den Besitz. Beide überließen 1393 ihrem Schwager Hertlein Scheckenreuther (Härtl der Schnekkenreuter) das Schloss. 1406 war St. Veit als Lehen dem Hanns Schwab übergeben. Der Inhaber von Waxenberg und Sankt Veit, Reinprecht IV. von Walsee, belehnte 1433 Siegmund den Steger mit der Feste St. Veit. Der letzte Steger Gregor starb 1580. Auf ihn folgte 1588 der Schwiegersohn des Gregor Steger, Georg Hager von Allentsteig, welcher die Tochter Brigitte des Gregors Steger geehelicht hatte.
Von den Hagers ist besonders Siegmund Hager († 1617) durch seine Kriegsdienste bekannt. Dieser ließ 1612 seinem treuen Hund Delphin einen Grabstein setzen, der früher im Sockel des Schlosses angebracht war. Hintergrund ist eine Begebenheit, nach welcher der Ritter im Krieg gegen die Niederlande eingeschlafen sei. Dabei kamen die Feinde immer näher, der ihn bewachende Hund konnte ihn durch Bellen nicht wecken und so zwickte ihn der Hund in sein Ohr, der Ritter erwachte und entkam seinen Feinden. Davon stammt angeblich der Ausspruch: „Hier liegt der Hund begraben.“ Der Hundegrabstein enthielt neben einem Bild des Hundes folgenden Text:

„Main Herrn hab ich mit Droi bewachd, drum ist mier der Stain gemacht, Telvin war ich von ihm genend, hir lig ich verscharrt im Sant, die Zeit so ich am Lewen war, Sein gewesen 17 Jar. 1612.“

Nach 1617 kam die Herrschaft zuerst an die Märck und dann an Konstantin Karl von Cronpichl und ging von diesem 1658 erneut an Hans Seyfried Hager über. Ott Siegfried Hager vermählte sich 1707 mit Gräfin Maria Katzianer; dadurch erhielt er die Schlösser Piberstein und Weyer. 1731 verkaufte Ott Siegmund Hager das Schloss dem Grafen Adam Anton Grundemann auf Waldenfels. Unter den Grundemanns brannte das Schloss 1821 fast vollständig ab. Trotz wirtschaftlicher Schwierigkeiten gelang es Philipp Grundemann den Besitz noch zu sichern. Aber nach seinem Tode wurde das notdürftig aufgebaute Schlösschen 1843 beim Landesgericht Linz öffentlich versteigert. Bestbieter war Laurenz Fölser, Leinwandhändler aus Haslach und Besitzer der Herrschaft Lichtenau, 1844 veräußerte er das Landgut an den Gütermakler Alexander und dessen Frau Barbara Roesgen, einen russischen Staatsbürger. Durch den Abverkauf der Dominikalgüter durch die Grundemanns hatte St. Veit bereits damals seinen Charakter als adeliges Landgut verloren.
1865 bis 1880 erfolgte ein Umbau des Schlosses. Der Schlossteich wurde 1880/81 trockengelegt. Damals war in dem nun einstöckigen Gebäude eine Hutfabrik untergebracht. 1897 erwarb Johann Hofinger, Vorsteher des 16. Wiener Gemeindebezirkes, das Schloss und verbrachte hier seine Sommerferien. Kurz vor seinem Tode schenkte er das Schloss dem Orden Congregation der Töchter des göttlichen Heilands mit der Auflage, in den Sommermonaten einen Kindergarten zu führen, Krankenpflege zu betreiben und Handarbeitsunterricht zu erteilen. So wurde ab 1915 das Schloss von geistlichen Schwestern bewohnt. In dem Gebäude beschloss Heinrich Suso Waldeck seinen Lebensabend. Die Ordensniederlassung wurde 1953 aufgelöst. Nach 1956 war hier das Rasthaus Klosterhof untergebracht.

## Beschreibung
Wie auf dem Stich von Georg Matthäus Vischer von 1674 zu sehen ist, war St. Veit ein zweigeschoßiges Wasserschloss mit einem Walmdach. Der Teichrand war mit Hausteinen ausgemauert. An den Ecken des Schlossgebäudes befanden sich Scharwachttürme. An der Frontseite war noch ein Eckturm mit einer Zwiebelhaube. Eine hölzerne Brücke führte zu dem Gebäude. Rechts neben der Brücke befand sich eine ummauerte Brunnenanlage.
An der Schlossmauer befand sich eine Tafel, die an den hier lebenden Priester, Lyriker und Komponist Heinrich Suso Waldeck erinnerte.

## Das Schlossareal heute
Das Schlossgebäude stand nicht unter Denkmalschutz, und so wurde es 2003 aufgrund eines Gemeinderatsbeschlusses – kurz bevor das Denkmalschutzamt aktiv werden konnte – eingeebnet. Anderen Interessenten, die das Schlossgebäude erhalten wollten, wurde der Zuschlag nicht erteilt. Ironisch ist deshalb das Plakat am St. Veiter Geschichte(n)haus zu werten mit dem Zitat „Den wer der vergangenen ding nit gedenkt, der verliehrt nützlich zu leben“ (Hans Seyfried Hager, 1670).
Heute sind an der Stelle des früheren historischen Ortskernes ein Supermarkt und ein asphaltierter Parkplatz zu finden. Von dem Schloss- bzw. dem späteren Klostergebäude steht nur mehr der frühere Pferdestall, der zu einem Wohnhaus umgestaltet wurde. Dieser war ursprünglich durch einen Torbogen mit dem Schlossgebäude verbunden.
Hinter dem niedergerissenen Schloss befindet sich heute auf einem Sportgelände auch eine Wasseranlage, die eventuell an frühere Zeiten erinnert.

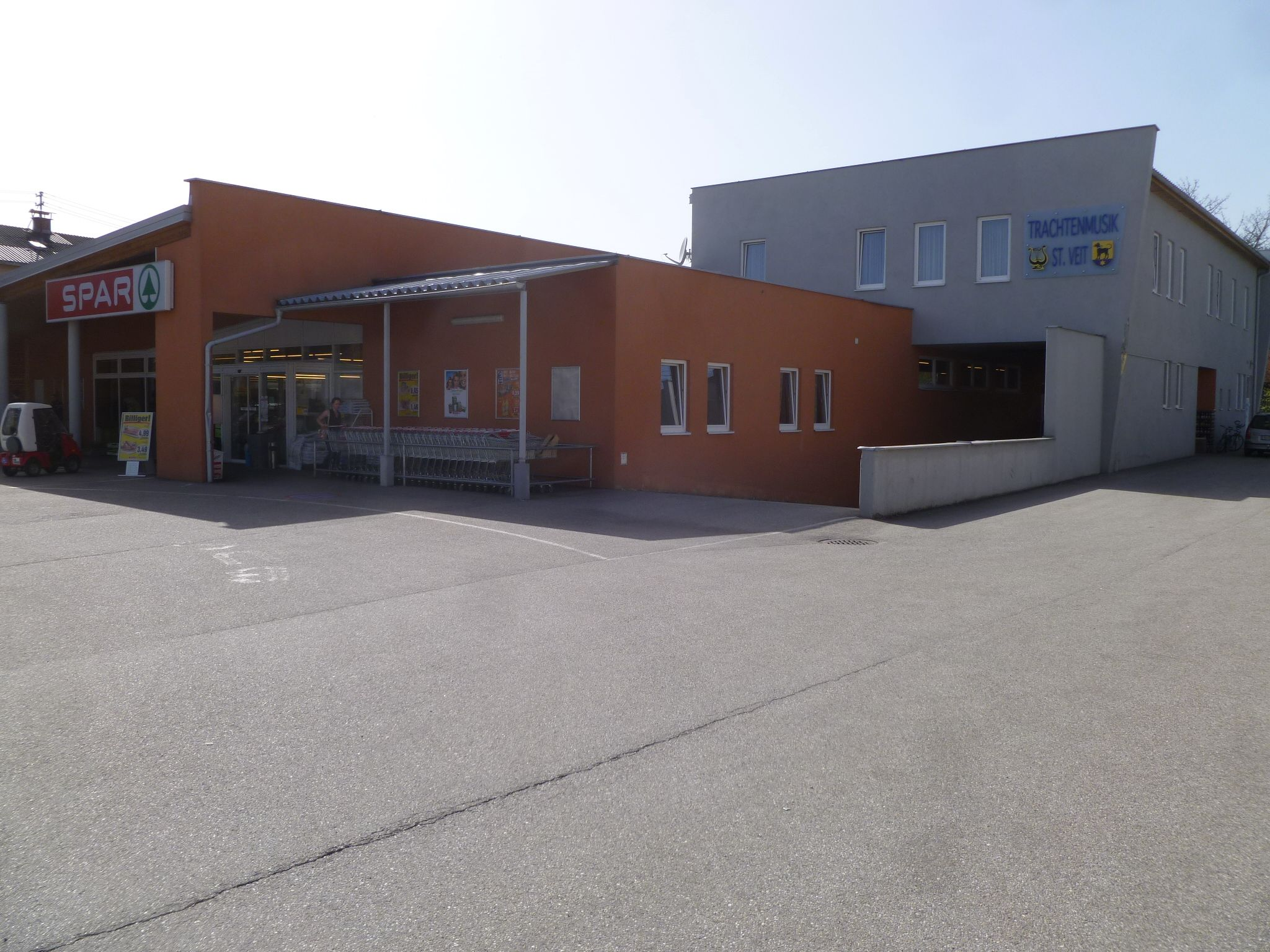
Supermarkt mit Parkplatz an der Stelle von Schloss St. Veit
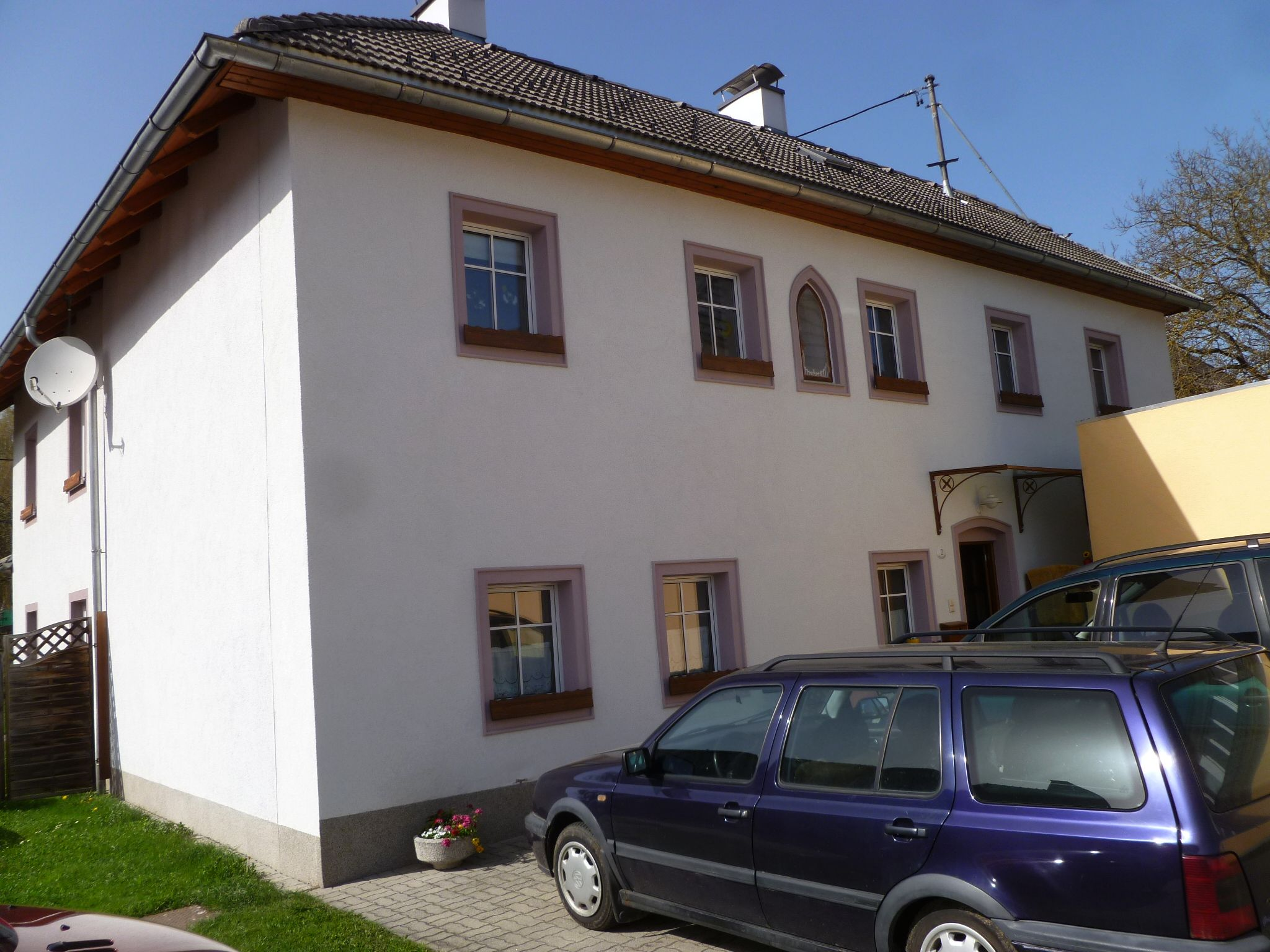
Ehemaliger Pferdestall
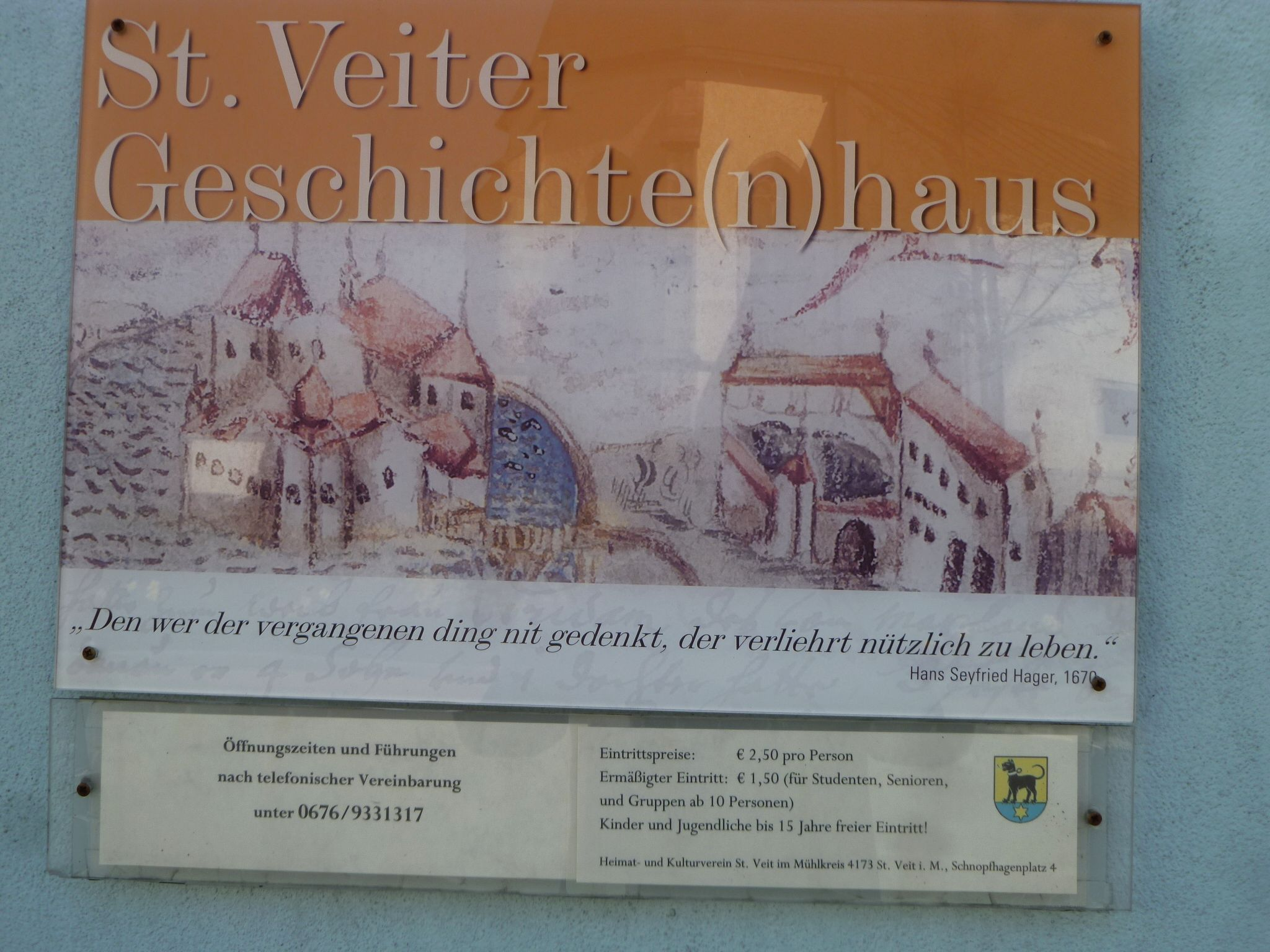
Schloss St. Veit auf einem Plakat des St. Veiter Heimatmuseums
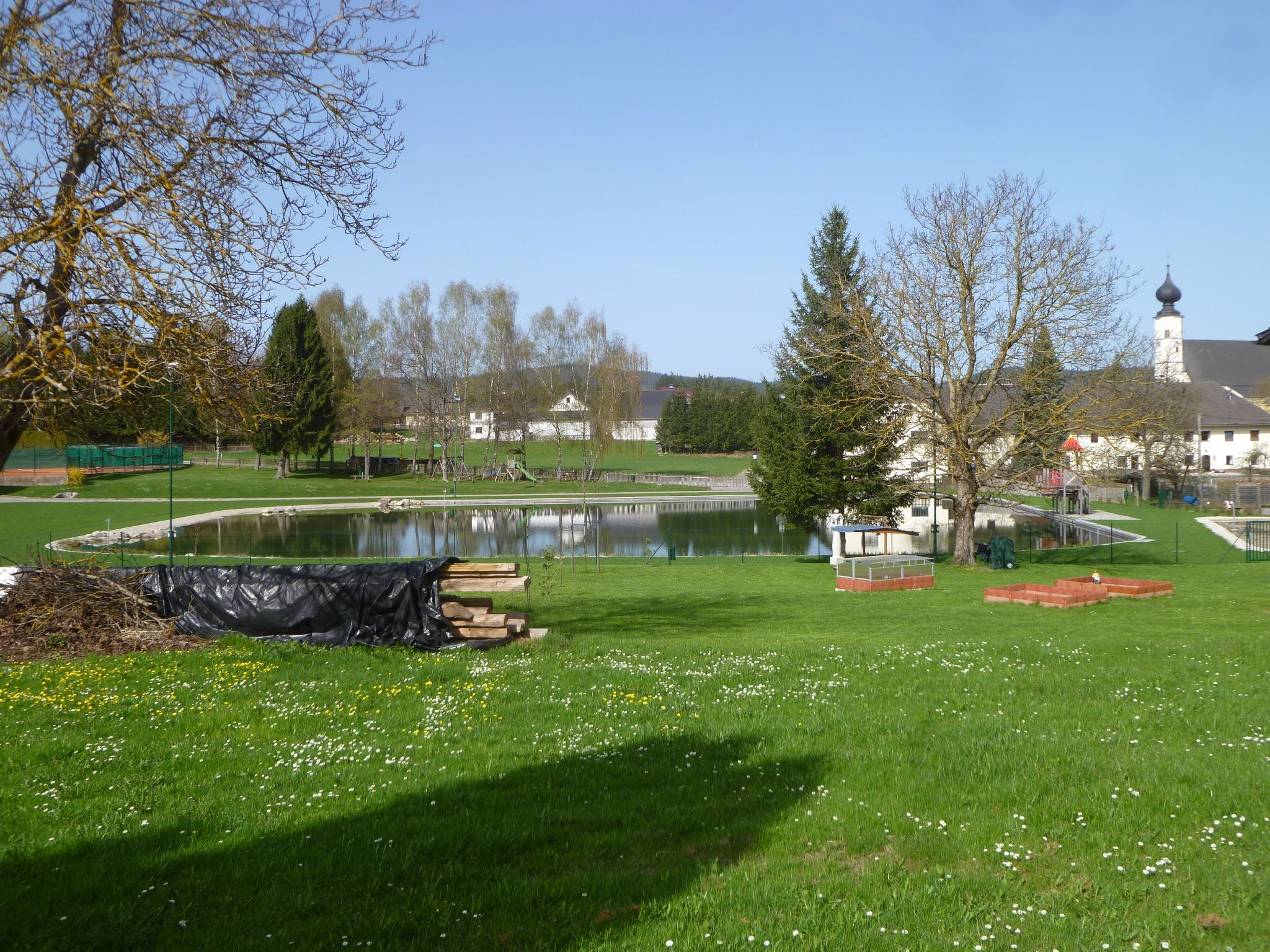
Teichanlage hinter dem ehemaligen Schloss St. Veit